# Harmony Tan
Harmony Tan (født 11. september 1997 i Paris, Frankrig) er en professionel tennisspiller fra Frankrig.